# G3 Torrent

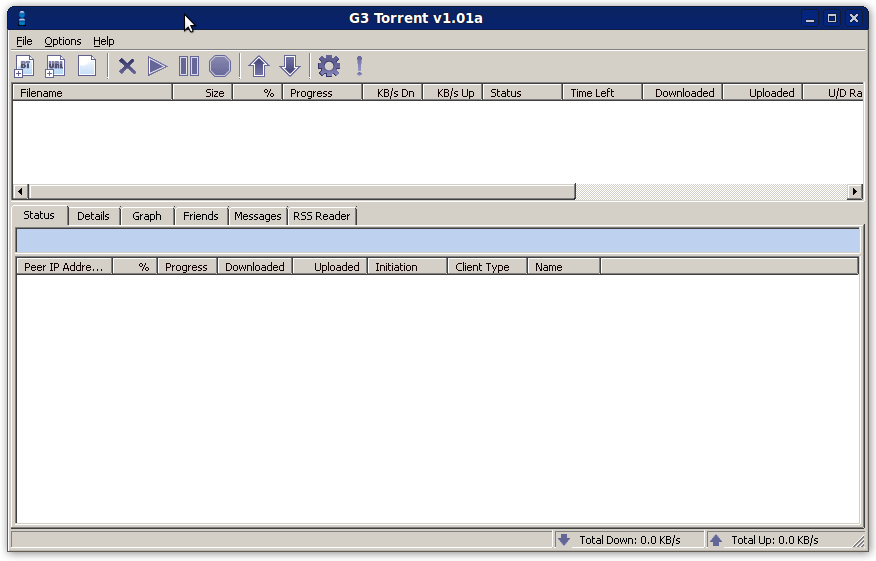
G3 Torrent

G3 Torrent är en open source bittorrent-klient.